# Marian O’Leary
Marian O’Leary (* um 1954) ist eine ehemalige irische EU-Beamtin. Sie leitete von 2016 bis 2019 als Generaldirektorin die Euratom-Versorgungsagentur, davor war sie seit 2008 als Direktorin beim Amt für Gebäude, Anlagen und Logistik - Luxemburg tätig.
Marian O’Leary war zunächst als Beamtin im irischen Außenministerium tätig und vertrat ihr Land als Sprecherin bei der UN-Konferenz für Handel und Entwicklung und in anderen Gremien. Sie trat 1984 in den Dienst der Europäischen Kommission für die Generaldirektion Übersetzung und war auch in den Abteilungen Eurostat und Informatik tätig.